# Анемона (фільм)
«Анемо́на» (англ. Anemone) — англо-американський драматичний кінофільм 2025 року, режисерський і сценарний дебют Ронана Дей-Льюїса. Головні ролі виконали батько режисера Денієл Дей-Льюїс (перша роль актора за 8 років) і Шон Бін.
Прем'єра фільму відбудеться у вересні — жовтні 2025 року в програмі «У центрі уваги» Нью-Йоркського кінофестивалю. Вихід у прокат запланований 3 жовтня того ж року.

## Сюжет
Події відбуваються в Північній Англії. Чоловік середнього віку (Шон Бін) залишає свій дім для мандрівки лісами, де возз'єднується з братом-пустельником (Денієл Дей-Льюїс). Брати давно не підтримували контактів, оскільки були розділені руйнівними подіями багаторічної давнини…

## У ролях
- Денієл Дей-Льюїс
- Шон Бін
- Саманта Мортон
- Семюел Боттомлі
- Сафія Оклі-Грін
- Адам Фогерті

## Створення
Про початок роботи над фільмом і повернення до акторства Денієла Дей-Льюїса оголосили у вересні 2024 року. Знімальний процес пройшов у жовтні того ж року в Манчестері та Честері. Деталі сюжету фільму тримались у секреті до серпня 2025 року.